# Château de Gunnebo
Cet article concerne le manoir suédois. Pour la localité suédoise, voir Gunnebo. Pour la société, voir Gunnebo (entreprise).
Le château de Gunnebo (en suédois : Gunnebo slott) est un manoir en bois avec un jardin du XVIIIe siècle, très bien préservé, dans la commune de Mölndal (Suède), à environ dix kilomètres du centre de Göteborg.

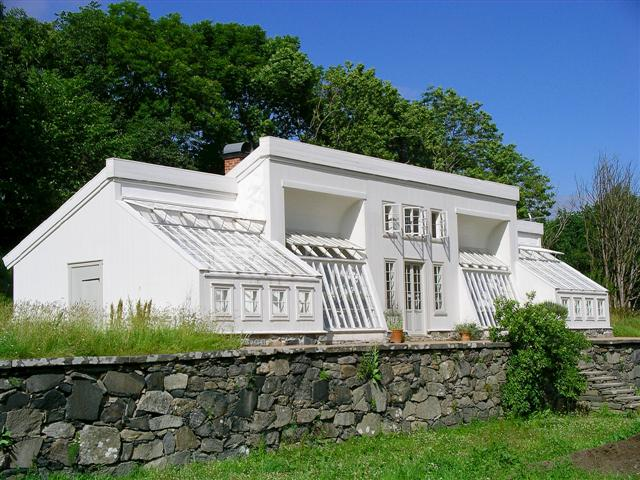
L'orangerie.